# アリウム・ブカル
アリウム・ブカル（Alioum Boukar、1972年1月3日 - ）は、カメルーンの元サッカー選手。元カメルーン代表。ポジションはゴールキーパー。

## 来歴
1992年にカメルーン代表デビュー。出場機会は無かったが、1998 FIFAワールドカップのメンバーにも選ばれた。アフリカネイションズカップ2000、アフリカネイションズカップ2002では、ともに全6試合に出場、2連覇を果たした。2002 FIFAワールドカップでもグループステージ全3試合に出場した。。2003年までに50試合に出場した。

## 代表歴

### 出場大会
- カメルーン代表
  - 1998 FIFAワールドカップ
  - 2002 FIFAワールドカップ

### 試合数
- 国際Aマッチ 50試合 0得点（1992年-2003年）[1]

| カメルーン代表 | 国際Aマッチ | 国際Aマッチ |
| 年             | 出場        | 得点        |
| -------------- | ----------- | ----------- |
| 1992           | 3           | 0           |
| 1993           | 3           | 0           |
| 1994           | 4           | 0           |
| 1995           | 1           | 0           |
| 1996           | 2           | 0           |
| 1997           | 1           | 0           |
| 1998           | 1           | 0           |
| 1999           | 3           | 0           |
| 2000           | 10          | 0           |
| 2001           | 8           | 0           |
| 2002           | 13          | 0           |
| 2003           | 1           | 0           |
| 通算           | 50          | 0           |